# An Image of the Past
Pour plus de détails, voir Fiche technique et Distribution.
An Image of the Past est un film américain réalisé par Tod Browning, sorti en 1915.

## Fiche technique
- Titre : An Image of the Past
- Réalisation : Tod Browning
- Pays de production : États-Unis
- Format : Noir et blanc - 1,33:1 - Film muet
- Genre : court métrage
- Date de sortie : 1915

## Distribution
- Seena Owen : Jessie Curtis Dexter
- J.H. Allen : Jack Dexter
- Charles Cosgrave : Mr Curtis